# さそり座シータ星
さそり座θ星は、さそり座の恒星で2等星。

## 特徴
薄黄色の輝巨星。2等星のA星と6等星のB星の二重星である。

## 名称
学名はθ Scorpii（略称はθ Sco）。固有名のサルガス (Sargas) は、シュメールの神話に登場する神、マルドゥックが使う2つの武器に由来している。これは元々さそり座λ星とυ星を指していたものである。2016年8月21日に国際天文学連合の恒星の命名に関するワーキンググループ (Working Group on Star Names, WGSN) は、Sargas をさそり座θ星Aの固有名として正式に承認した。
別名のギルタブ (Girtab) は、シュメールで使われたサソリを模した星座 GIR.TAB に由来する。これはさそり座κ星などにも使われている。